# Famille d'Escoubleau de Sourdis
La famille d'Escoubleau de Sourdis est une famille éteinte de la noblesse française, originaire du Poitou, qui s'est distinguée par les fonctions ecclésiastiques occupées par ses membres.
Elle a été illustrée par François d'Escoubleau de Sourdis, cardinal et archevêque de Bordeaux (1574-1628).

## Histoire
La famille d'Escoubleau de Sourdis,, tire son nom du château d'Escoubleau, situé près de Châtillon-sur-Sèvre (commune fusionnée aujourd'hui à Mauléon). Cette famille, dont on n'a jamais mis en doute la filiation depuis Geoffroy d'Escoubleau qui vivait vers 1224, est d'origine chevaleresque.
Les d'Escoubleau étaient marquis de Sourdis (en Poitou), marquis d'Alluye(s) en Perche-Gouët, seigneur de Courtry, du Greix et de la Morandière, de la Motte, marquis de Pontcroix. Cette famille s'est alliée aux Bretagne-Avaugour, Maillé de Carman, La Roche Saint-André, Charbonneau, Pépin de Belle-Isle.
La famille d'Escoubleau s'était divisée en deux branches : celle de Sourdis et au XVe siècle, celle d'Alluye, qui se réunirent.
La dernière représentante de la famille fut Lina-Marie-Augustine d'Escoubleau de Sourdis (1822-1892 ; fille d'Antoine-René, 1767-1849, qui termine la branche de Sourdis-1er tableau ci-dessous ; le marquis Antoine-René de Sourdis avait épousé 1° 1784 Augustine-Olympe-Sophie, 1765-1809, fille du duc Claude-Antoine de Beziade d'Avaray : d'où le marquis Ange-François-Théophile d'Escoubleau de Sourdis, né en 1789, puis 2° Eléonora de Botta, d'où Lina-Marie-Augustine). Le mari de Line-Marie-Augustine, épousé en 1847, Pierre-Alexandre Mathelat comte de Bourbévelle (1788-1869), a relevé son nom et porta le titre de marquis de Sourdis.

## Personnalités
- Jacques d'Escoubleau de Sourdis, évêque de Maillezais (1543-1570).
- Henri d'Escoubleau de Sourdis (1548-1615), abbé commendataire de Preuilly (1543-1614), évêque de Maillezais (1570-1615), évêque consécrateur d'Henri IV, commandeur du Saint-Esprit.
- François d'Escoubleau de Sourdis, cardinal, archevêque de Bordeaux (1599-1628), chevalier de l'ordre du Saint-Esprit.
- Henri d'Escoubleau de Sourdis, archevêque de Bordeaux (1629-1656), évêque de Maillezais (1616-1629), commandeur du Saint-Esprit.

## Titres et Armoiries
- Marquis de Sourdis et d'Alluye (courtoisie pour l'aîné), de Courtery, Saint-Marcellin, Jarze
- Comte de Sourdis (1790), de La Chapelle-Bellouin, de Jouy (1654), de Montluc
- Seigneur de Chabanais, de La Chapelle-Bertrand, de Coudray-Montpensier, de Courtery, d'Escoubleau, d'Estillac-Montluc, de Gaujac, de Landebaudiere, du Plessis-Gesté  de Sourdis

« Parti d'azur et de gueules, à la bande d'or brochant sur le tout. »

## Généalogie

### Généalogie simplifiée
- Pierre Escoubleau, sgr de Sourdis (?-1419) X Jeanne Bouquin
  - Léonnet Escoubleau, sgr de Sourdis (?-1447) X Étiennette d'Oyron
    - Maurice d'Escoubleau (?-1470) X (1450) Guillemette Foucher
      - Étienne d'Escoubleau de Sourdis X (1492) Jeanne de Tusseau
        - Jean Escoubleau de Sourdis, sgr du Coudray et de La Chapelle-Bellouin (1495-1569) X (1528) Antoinette de Brives (1505-1580)
          - François d'Escoubleau de Sourdis, marquis d'Alluye (1530-1602) X (1572) Isabeau Babou de La Bourdaisière (1551-1625)
            - François d'Escoubleau de Sourdis, archevêque de Bordeaux (1574-1628)
            - Marie d'Escoubleau de Sourdis X Claude du Puy de Vatan, sgr de Vatan puis mariée à René de Froulay, comte de Tessé (1570-1628) en (1596)
            - Catherine-Marie d'Escoubleau de Sourdis (1580-1615) X (1597) Charles-Henri de Clermont-Tonnerre, marquis de Cruzy (1571-1640)
            - Madeleine d'Escoubleau de Sourdis, abbesse (1581-1665)
            - Virginal d'Escoubleau de Sourdis, marquis d'Alluye (1584-1602)
            - Charles d'Escoubleau de Sourdis, marquis de Sourdis et d'Alluye (1588-1666) X (1612) Suzanne de Monluc-Chabanais (1594-1647)
              - François d'Escoubleau de Sourdis, marquis de Sourdis (?-1707) X  Marie-Charlotte de Bésiade d'Avaray (?-1691)
                - Angélique-Charlotte d'Escoubleau de Sourdis (1684-1729) X (1702) François Colbert, marquis de Saint-Pouange (1676-1719)

              - Charles-Paul d'Escoubleau de Sourdis, marquis de Sourdis et d'Alluye (?-1690) X (1667) Bénigne de Meaux du Fouilloux
              - Henri d'Escoubleau de Sourdis, comte de Montluc (?-1712) X (1699) Marguerite Le Lièvre de La Grange
              - Isabelle d'Escoubleau de Sourdis (?-1644) X (1637) Martin Coëffier, marquis d'Effiat (1612-1644)
              - Marie-Madeleine d'Escoubleau de Sourdis, abbesse de Royallieu (1631-1691)
              - Virginal-Jean d'Escoubleau de Sourdis (1623-1645)

            - Henri d'Escoubleau de Sourdis, évêque de Maillezais (1593-1645)

          - Jeanne d'Escoubleau de Sourdis (1533-1587) X (1564) Louis de Gaucourt, sgr de Cluis (1526-1589)
          - Henri d'Escoubleau de Sourdis, évêque de Maillezais (1548-1615)
          - Louis d'Escoubleau de Sourdis, sgr du Coudray-Montpensier (1551-?) X Sarah de Rochefort
            - Claude d'Escoubleau de Sourdis,  sgr du Coudray-Montpensier X Charlotte Pot
              - Marie d'Escoubleau de Sourdis X (1650) Robert de Bouëx, sgr de Villemort

        - Jacques d'Escoubleau de Sourdis, évêque de Maillezais

      - Jean d'Escoubleau de Sourdis, sgr de Sourdis (?-1494) X (1485) Françoise Buor
        - Jean II d'Escoubleau de Sourdis, sgr de Sourdis (?-1526) X (1511) Françoise de Brie-Serrant
          - Renée d'Escoubleau de Sourdis X (1531) René d'Aubigné, sgr de La Jousselinière

      - Jean d'Escoubleau de Sourdis, sgr de Sourdis (?-1494) X Catherine Tusseau
        - François d'Escoubleau de Sourdis, sgr de Sourdis X (1549) Madeleine de Melun
          - René Ier d'Escoubleau de Sourdis, marquis de Sourdis (?-1600) X (1581) Anne de Rostaing (?-1637)
            - Charlotte d'Escoubleau de Sourdis (?-1644) X Charles de Maillé, marquis de Maillé-Carman (?-1628)
            - Pierre d'Escoubleau de Sourdis, marquis de Sourdis X (1629) Antoinette de Bretagne-Avaugour puis marié à Marie-Christine de Cremeaux d'Antraigues
              - Anne d'Escoubleau de Sourdis (1625-1681) X (1681) François de Simiane, marquis de Gordes (1622-1680)
              - Madeleine d'Escoubleau de Sourdis (?-1720) X (1677) Charles-Ignace de La Rochefoucauld-Rochebaron

            - Jacques-René d'Escoubleau de Sourdis, sgr de Courtery X (1625) Marie Dolé
              - Jacques-Hyacinthe Ier d'Escoubleau de Sourdis, comte de Sourdis (1634-1689) X (1669) Renée Robin (?-1693)
                - Marie-Françoise d'Escoubleau de Sourdis (1675-1736) X (1693) Quentin Pinault, sgr de La Joubretière (1670-1726)
                - Jacques-Hyacinthe II d'Escoubleau de Sourdis, comte de Sourdis (1680-1740) X (1710) Marie de La Brunetière (?-1742)
                  - Jacques d'Escoubleau de Sourdis, marquis de Jarze et comte de Sourdis (1715-1790) X (1742) Anne-Charlotte de Champeaux (1710-1758)
                  - Jacques d'Escoubleau de Sourdis, marquis de Jarze et comte de Sourdis (1715-1790) X (1759) Louise-Catherine Gibot de la Perrinière
                    - Pélagie d'Escoubleau de Sourdis(1760-1835) X Esprit-Armand de Baudry d'Asson, sgr d'Asson

                  - Jacques d'Escoubleau de Sourdis, marquis de Jarze et comte de Sourdis (1715-1790) X (1761) Marie des Herbiers de L'Estenduère
                    - Antoinette d'Escoubleau de Sourdis (1765-1801) X (1785) René-Louis-Marie de Joussebert, baron du Landreau (1752-1796)

                  - Jacques d'Escoubleau de Sourdis, marquis de Jarze et comte de Sourdis (1715-1790) X (1789) Marie Pépin de Bellisle
                    - Marie-Anne d'Escoubleau de Sourdis (1790-1868) X (1813) Armand-Fortune de La Charlonnie de la Blotais (1777-1860)

                  - Marie-Anne d'Escoubleau de Sourdis (1721-1781) X (1748) Jacques-Prosper Gouffier de Boisy, sgr de la Courtaiserie (1712-1782)

                - Marie-Anne d'Escoubleau de Sourdis (?-1714) X (1698) Gabriel-Isaac Buor, sgr de la Lande Buor
                - Anne-Louise d'Escoubleau de Sourdis (1682-1670) X (1697) Philippe de Lauzon, sgr de la Poupardière (1680-1765)
                - Renée-Brigitte d'Escoubleau de Sourdis (?-1731) X (1692) Charles Le Liepvre de Vernelle

              - Marie d'Escoubleau de Sourdis (?-1665) X (1644) Charles des Herbiers de L'Estenduère, sgr de L'Étenduère (1624-1666)

            - Jacques-René d'Escoubleau de Sourdis, sgr de Courtery X (1636) Renée Berland (?-1672)
              - Brigitte d'Escoubleau de Sourdis (1637-1715) X (1653) Gilles de La Roche-Saint-André, sgr des Ganuchères (1621-1668) puis mariée à Alexis Charbonneau de l'Echasserie en (1671)

            - René II d'Escoubleau de Sourdis, marquis de Sourdis (1589-1661) X Charlotte de Barbezières
              - René III d'Escoubleau de Sourdis, marquis de Sourdis (1635-1701) X (1668) Marguerite de Villenault
                - René IV d'Escoubleau de Sourdis, marquis de Sourdis (1697-1757) X (1724) Madeleine Potier (1699-1735)
                  - René V d'Escoubleau de Sourdis, marquis de Sourdis (1734-1774) X (1766) Marie-Françoise Beudet (1745-?)
                    - Antoine d'Escoubleau de Sourdis, marquis puis comte de Sourdis (1767-1849) X (1784) Augustine-Olympe-Sophie de Bésiade d'Avaray (1765-1809)
                      - Ange d'Escoubleau de Sourdis, comte de Sourdis (1789-1844) X (1821) Thérèse-Élisabeth Crignon de Mérainville (1803-1871)
                      - Claude d'Escoubleau de Sourdis (1791-?):'

                    - Antoine d'Escoubleau de Sourdis, marquis puis comte de Sourdis (1767-1849) X (1812) Eléonore de Botta (1786-1881)
                      - Pauline d'Escoubleau de Sourdis (1811-?) X (1831) Pierre Chupiet (1791-1849)
                      - Lina d'Escoubleau de Sourdis (1822-1892) X (1847) Pierre-Alexandre Mathelat de Bourbévelle (1788-1869)

                - René IV d'Escoubleau de Sourdis, marquis de Sourdis X Marie-Anne de Cupis de Camargo (1710-1770)
                - René IV d'Escoubleau de Sourdis, marquis de Sourdis X Louise de Lorraine

### Branche deSourdis
Le fief de Sourdis se situait dans la paroisse de Mauzé et elle relevait du duché de Thouars.
```
Pierre Escoubleau (+ 
1419
), 
seigneur de Sourdis

X Jeanne Bouquin/Bougoüin de La Borderie (en 
La Verrie
 ?)
[
6
]

|
|→ Léonnet Escoubleau (+ 19 juin 
1447
), 
seigneur de 
Sourdis

    X Étiennette d'
Oyron

    |
    |→ Maurice Escoubleau (+ 
1470
), 
seigneur de Sourdis

        X av. 1450 Guillemette Foucher, fille d'Antoine seigneur de Thénie (ou Thémines ou Lemantine) et de Marguerite, fille de Geoffroy 
de Châteaubriant des Roches-Baritaut

        | 
        |→ Étienne Escoubleau de Sourdis, 
sire de 
Mauzé (-Thouarsais)

        |   X 1492 Jeanne de Tusseau, fille de Guillaume, seigneur de la Millanchère d’
Azay-sur-Thouet

        |   |
        |   |→ Jean Escoubleau de Sourdis (+ 
1569
/1575), 
seigneur du 
Coudray
, 
La Chapelle-Bellouin
, 
Jouy

        |   |   X 1528 Antoinette de Brives (+
1580
)
        |   |   |
        |   |   |→ Henri d'Escoubleau (
1548
-
1615
), 
évêque de Maillezais

        |   |   |→ Jeanne, x 1564 Louis de Gaucourt de 
Cluis-Dessus
, † 1589
        |   |   |→ 
François d'Escoubleau de Sourdis
 (+ 
1602
), 
marquis 
d'Alluye(s)
, x 
Isabeau Babou
. Il fera la 
Branche d'Alluye
, ci-dessous
        |   |   |
        |   |   |→ Louis d'Escoubleau 
seigneur du Coudray-Montpensier

        |   |       X Sarah de Rochefort, fille du seigneur d'Ennilly en Blaisois
        |   |       |
        |   |       |→ Claude d'Escoubleau 
seigneur du Coudray-Montpensier

        |   |           X Charlotte 
Pot de Rhodes
, fille de Charles, seigneur de 
Chemeaux

        |   |           |
        |   |           |→ Marie d'Escoubleau qui épousa le 
29 septembre 1650
 Robert de Bouëx, seigneur de 
Villemort
 en Poitou
        |   |           | 
        |   |           |→ Henri d'Escoubleau, (+ 
22 octobre 1688
) 
seigneur du Coudray-Montpensier

        |   |              X 
29 juin 1665
 Madeleine Mallesset, fille de Charles, seigneur de 
Chastelus

        |   | 
        |   | 
        |   |→ 
Jacques Escoubleau
 (+ 
1562
), 
évêque de 
Maillezais

        |
        |→ Jean Escoubleau (+ 
1494
), 
seigneur de 
Sourdis

            X 1485 Françoise Buor, fille de Jehan II seigneur de 
la Lande Buor
. D'après 
Moréri
 et 
La Chesnaye Desbois
, ils n'eurent pas d'enfants, mais en fait Jean Escoubleau (+ 
1494
) 
seigneur de Sourdis
 se remaria avec Catherine de Tusseau, la sœur de sa belle-sœur (Catherine était la sœur de Jeanne ci-dessus, la femme d'Étienne ; cf. 
Geneanet, arbre de Peter Bachelier
), d'où postérité :
            |→ Jean II Escoubleau, décédé en 1526 ou 1527, 
seigneur de Sourdis
 (Il est oublié par La Chesnaye-Desbois et Moréri)
                X 
31 mai 1511
 Françoise ou Jeanne 
de Brie-Serrant

                |→ Renée d'Escoubleau, X René d'Aubigné-
La Jousselinière

                |→ François d'Escoubleau, 
seigneur de Sourdis
, X le 29 déc 
1549
 Madeleine 
de Melun
-
La Borde
, dame de Court(e)ry et La Chapelle-Bertrand, fille de Louis de Melun-La Borde seigneur de 
Court(e)ry

                    |→ René I d'Escoubleau, 
marquis de Sourdis et de Courtery, seigneur de 
La Chapelle-Bertrand
 (+ 
1600
)

                        X le 
15 mars 1581
 Anne de Rostaing (+ 1637, dame de 
Sury
), fille de Tristan, seigneur de 
Thieux
, et de 
Françoise Robertet
, dame 
de Brou
 
au Perche-Gouët

                        |→ Pierre d'Escoubleau, 
marquis de Sourdis
 et de 
Sury-le-Comtal
[
7
]

                        |   X 1° 1629 Antoinette de 
Bretagne-Avaugour
, (+ 1645), fille de Charles, 
comte de Vertus

                        |   X 2° Marie-Christine de 
Cremeaux
 
d'Antraigues
 (cf. 
Urfé
)
                        |   |→ (1) Anne d'Escoubleau (
1657
-
8 février 1681
), qui épouse François 
de Simiane
, 
marquis de Gordes

                        |   |→ (2) Madeleine, † 1720, x 1677 Charles-Ignace 
de La Rochefoucauld
-
Rochebaron

                        |→ Antoine d'Escoubleau, dit en 1635 sire de la Chapelle-(
Gauthier
 ?), 
Maincy
 et Farineau à 
Melun
[
8
]

                        |→ Charlotte d'Escoubleau (+ 1644), qui épouse Charles 
de Maillé
, marquis 
de Carman

                        | 
                        |→ René II d'Escoubleau, 
seigneur de 
Sourdis
, d'
Escoubleau
 et de 
Courtry
, 
marquis de Sourdis
 (+ 
1661
)
                        |   X Charlotte de Barbezières, fille de Louis 
de Barbezières

                        |   |
                        |   |→ René-Charles d'Escoubleau, 
marquis de Sourdis
 (+ 
1701
)
                        |       X en 1668 Marguerite de Villevault
                        |       |
                        |       |→ René-Charles d'Escoubleau, 
marquis de Sourdis
 (+ 
1716
)
                        |       |
                        |       |→ René-Louis d'Escoubleau, 
marquis de Sourdis
, † ap. 1757
                        |           X en 1724 Madeleine Elisabeth Potier (de Courcy ?) (1699-1735)
                        |           |
                        |           |→ René-Alexandre d'Escoubleau (1734-1774), marquis de Sourdis ;
```

```
                                       x 1766 Marie-Françoise Beudet,
                        |           |  d'où : → 
Antoine-René d'Escoubleau de Sourdis
 (1767-1849), 
marquis, 
 
puis
 
comte de Sourdis
 en 1790 en succession de la dernière branche ci-après, avec Postérité
                        |           | 
                        |           |→ Marguerite d'Escoubleau, 
dame de Sourdis

                        |→ Jacques-René d'Escoubleau, (+ 
1650
), 
seigneur de 
Courtery
 et marquis de 
St-Marcellin

                            X1 le 
28 novembre 1625
 Anne Gabrielle Dolle/Dollé/Dolé, fille de Louis, seigneur de 
Coutevron et du Vivier

                            X2 
1
er
 janvier 1636
 Renée Berland de la Gastière
                            |(1)
                            |→ 
Jacques-Hyacinthe 
I
er
 d'Escoubleau
, devient le 
premier 
comte de Sourdis
, dernière branche ci-dessous

                            |   X le 
2 avril 1669
 Renée Robin de 
La Pennerie

                            |(2)
                            |→ Brigitte Gabrielle d'Escoubleau qui épousera en 1653 
Gilles de la Roche-Saint-André
```

### Branche d'Alluye(s) (issue de la branche deMauzé)
Alluyes est une baronnie du Perche-Gouët, qui perd ses seigneurs héréditaires en 1509 en étant vendue à Florimond Ier Robertet. Alluyes passe d'abord à la branche Robertet d'Alluye, avec Claude Robertet (1505-1567 ; fils aîné de Florimond Ier, mari d'Anne Briçonnet de Cormes et père de Florimond III qui meurt en 1569 ; extinction de la branche vers 1596/1604), puis à Françoise Robertet (1519-1580 ; sœur de Claude et dernière fille de Florimond Ier). En 1572, François d'Escoubleau épouse la tante maternelle de Gabrielle d'Estrées, Isabelle/Isabeau Babou La Bourdaisière, fille de Jean II Babou et de ladite Françoise Robertet, qui par héritage lui apportera le fief d'Alluye(s) (marquisat vers 1590 et 1603 par la grâce du roi Henri IV).
```
François d'Escoubleau de Sourdis, (+ 
1602
 ; petit-fils d'Étienne ci-dessus, branche de 
Mauzé
) 
marquis 
d'Alluye(s)
 
au Perche-Gouët
, comte de 
La Chapelle-Bellouin
, sgr de 
Jouy
, 
Auneau
, 
Mondoubleau

X le 
8 juillet 1572
 Isabelle/Isabeau Babou de la Bourdaisière, fille de 
Jean Babou
, seigneur de 
La Bourdaisière
 et de 
Jouy

|
|→ Marie d'Escoubleau de Sourdis qui épouse 1° Claude du Puy de 
Vatan
, et 2° le 22 juillet 1596 René de 
Froulay
, 
comte de 
Tessé

|
|→ Catherine-Marie d'Escoubleau qui épouse le 2 avril 1597 Charles-Henri de 
Clermont-Tonnerre

|
|→ 
François d'Escoubleau de Sourdis
 (1574/1575-1628) 
Archevêque de Bordeaux
, cardinal, comte de La Chapelle
|
|→ 
Henri d'Escoubleau de Sourdis
 (1593/1594-1645) 
Archevêque de Bordeaux
, 
évêque de Maillezais
, 
abbé de Royaumont

|
|→ Charles d'Escoubleau, (1588 - 21 décembre 1666) 
marquis de Sourdis et d'Alluye
, comte de 
Jouy
 (1654), gouverneur d'
Orléans
, 
Orléanais
, 
Chartrain
 et 
Blésois

|   X 1612 Jeanne 
de Monluc
-
Chabanais
, (+ 2 mai 1657) fille d'
Adrien de Monluc-Montesquiou
 et de Jeanne de Foix 
comtesse de Carmain
, dame de 
St-Félix
, 
Gaujac
 
en Chalosse
 (avec 
Sault
, 
Samadet
, 
Castel-Sarrazin
, 
Pomarez
...)
[
11
]

|   |
|   |→ François d'Escoubleau, (+ 
1707
) 
marquis de Sourdis et sg de 
Gaujac
 et 
d'Estillac
-(
Montluc
)
, gouverneur d'Orléans etc.
|   |  X Marie-Charlotte 
de Bésiade
 
d'Avaray
 (+ 1691)
|   |  |
|   |  |→ Angélique-Charlotte d'Escoubleau, 
dame de 
Chabanais
 (1684-1729)
|   |      X le 24 mars 1702 François-Gilbert 
Colbert
 
marquis de 
Saint-Pouange
 : d'où les Colbert de Chabanais
|   |
|   |→ Charles-Paul d'Escoubleau, (+ 6 janvier 1690), 
marquis de Sourdis et d'Alluye
, gouverneur d'Orléans etc.
|   |   X 16 février 1667 Bénigne de Meaux du 
Fouilloux
 (sans enfants)
|   |
|   |→ Henri d'Escoubleau, (+ 6 juin 1712) 
comte de Montluc

|   |   X 1699 Marguerite Le Lièvre 
de La Grange
 (sans enfants)
|   |
|   |→ Isabelle d'Escoubleau, 
dame de Montluc
 (+ 1644), qui épouse le 27 juin 1637 
Martin
 
Coëffier
, (1612-1644) 
marquis d'Effiat

|   | 
|   |→ Marie-Madeleine d'Escoubleau, abbesse d'
Origny-Sainte-Benoite
 puis de 
Royallieu
 (+ 1691)
| 
|→Isabelle d'Escoubleau, x Louis Hurault, comte de 
Limours
, fils du 
chancelier
 
Philippe Hurault
, 
comte de Cheverny

|→ Virginal d'Escoubleau (1584-1602) marquis d'Alluye, époux de Catherine Hurault de Cheverny (1583 - 13 avril 1615)
, fille du chancelier Philippe Hurault de Cheverny

|→ Madeleine d'Escoubleau (1580/1581-10 avril 1665), Abbesse de Notre-Dame de 
Saint-Paul les Beauvais
 en 1596-1665
```

### Les comtes de Sourdis (issus de la branche de Sourdis)
En 1790, Jacques d'Escoubleau (1715-1790 ; ci-dessous), malgré ses quatre mariages, meurt sans fils pour perpétuer la lignée des comtes de Sourdis. C'est alors son plus proche parent Antoine-René, marquis de Sourdis (1767-1849 ; fils de René-Alexandre d'Escoubleau, lui-même fils de René-Louis d'Escoubleau et de Madeleine-Elisabeth Potier ; voir ci-dessus) qui, de plus, devient aussi comte de Sourdis.
```
Jacques-Hyacinthe 
I
er
 d'Escoubleau (1634-1689), 
comte de Sourdis

X le 2 avril 
1669
 Renée Robin, fille de Jean Robin, 
sg de 
la Pennerie

|
|→ Jacques-Hyacinthe II d'Escoubleau, 
comte de Sourdis
 (ap 1680 - 2 février 1740), sire de 
La Landebaudière
 (près de 
La Verrie
)
|   X le 10 mai 
1710
 Marie de la Brunetière, fille de Paul II, sg 
du Plessis-Gesté

|   |
|   |→ Paul-François-Hyacinthe d'Escoubleau (1711 - 7 novembre 1752)
|   | 
|   |→ Marie-Julie d'Escoubleau (1713-1720)
|   |
|   |→ 
Jacques d'Escoubleau
, 
comte de Sourdis, sg 
du Plessis-Gesté
, marquis de 
Jarzé
 (13 juillet 1715-22 oct 1790)
|   | 
|   |   X1 en 1740/1742 Anne-Charlotte de Champeaux de 
I’Hopitau
 
du Plessis-Mareil

|   |
|   |   X2 en 1759 Louise-Catherine 
Gibot de la Perrinière

|   |
|   |   X3 le 22 sep 
1761
 Anne-Marie-Armande 
des Herbiers de Létenduère

|   |
|   |   X4 le 10 oct 
1789
 Marie-Joséphine-Thérèse-Louise 
Pépin de Bellisle

|   |   |(2)
|   |   |→ Pélagie d'Escoubleau (12 février 1760 -12 avril 1835)
|   |   |   X le 4 août 
1778
 Esprit-Armand 
Baudry d'Asson
, 
sg d'
Asson

|   |   |(3)
|   |   |→ Antoinette-Caroline-Marie-Armande d'Escoubleau 
dame de Jarzé
 (17 décembre 1765 - 
1
er
 décembre 1801)
|   |   |   X le 4 janvier 
1785
 René-Louis-Marie de Joussebert 
baron 
du Landreau
 (1752-1796)
|   |   |
|   |   |→ Zénobie-Reine d'Escoubleau (15 mars 1788 - 27 janvier 1848) 
religieuse Trappistine

|   |   |(4)
|   |   |→ Marie-Anne d'Escoubleau (14 novembre 1790 - 11 décembre 1868) 
dame de 
Jarzé

|   |       X le 10 août 
1813
 Armand-Fortune de La Charlonnie de 
la Blotais
 (1777-1860)
|   |
|   |→ Marie-Anne-Marthe d'Escoubleau (1721 - 1781) dame de 
La Landebaudière
, qui épouse le 10 janvier 
1748

|      Jacques-Prosper 
Gouffier de Boisy
, 
sg de 
la Courtaiserie
 : parents de 
Pierre-Prosper

|
|→ Renée-Brigitte d'Escoubleau (+ 27 décembre 1731) qui épouse le 8 avril 
1692
 Charles Le Liepvre de Vernelle
|
|→ Marie-Anne d'Escoubleau, † 1714, qui épouse le 27 janvier 
1698
 Gabriel-Isaac Buor, sg de 
la Lande Buor

|→ Marie-Françoise d'Escoubleau, † 1736, x 1693 Quentin-François Pinault de 
La Joubretière

|→ Anne-Louise d'Escoubleau (1682-1760), qui épouse en 1697 Philippe de Lauzon, 
seigneur de 
la Poupardière
```

## Alliances
Cette famille s'est alliée aux familles : Foucher (1450), Buor (1485, 1698) de Tusseau (1492), de Brie-Serrant (1511), de Brives (1528), d'Aubigné (1531), de Melun (1549), de Gaucourt (1564), Babou de La Bourdaisière (1572), de Rostaing (1581), de Froulay (1596), de Clermont-Tonnerre (1597), de Monluc-Chabanais (1612), Dolé (1625), de Bretagne-Avaugour (1629), Berland (1636), Coëffier (1637), des Herbiers de L'Estenduère (1644, 1761), de Bouëx (1650), de La Roche-Saint-André (1653), de Meaux du Fouilloux (1667), de Villenault (1668), Robin (1669), Charbonneau de l'Echasserie (1671), de La Rochefoucauld-Rochebaron (1677), de Simiane (1681), Le Lièvre (1692, 1699), Pinault (1693), de Lauzon (1697), Colbert (1702), de La Brunetière (1710), Potier (1724), Champeaux (1742), Gouffier de Boisy (1748), Gibot de La Perrinière (1759), Beudet (1766), de Bésiade d'Avaray (1784), de Joussebert (1785), Pépin de Bellisle (1789), de Botta (1812), de La Charlonnie de La Blotais (1813), Crignon de Mérainville (1821), Chupiet (1831), Mathelat de Bourbévelle (1847), de Barbezières, de Baudry d'Asson, Bouquin, de Cremeaux d'Antraigues, de Cupis de Camargo, de Lorraine, de Maillé, Pot, du Puy de Vatan, de Rochefort,